# Jaferowy Żleb

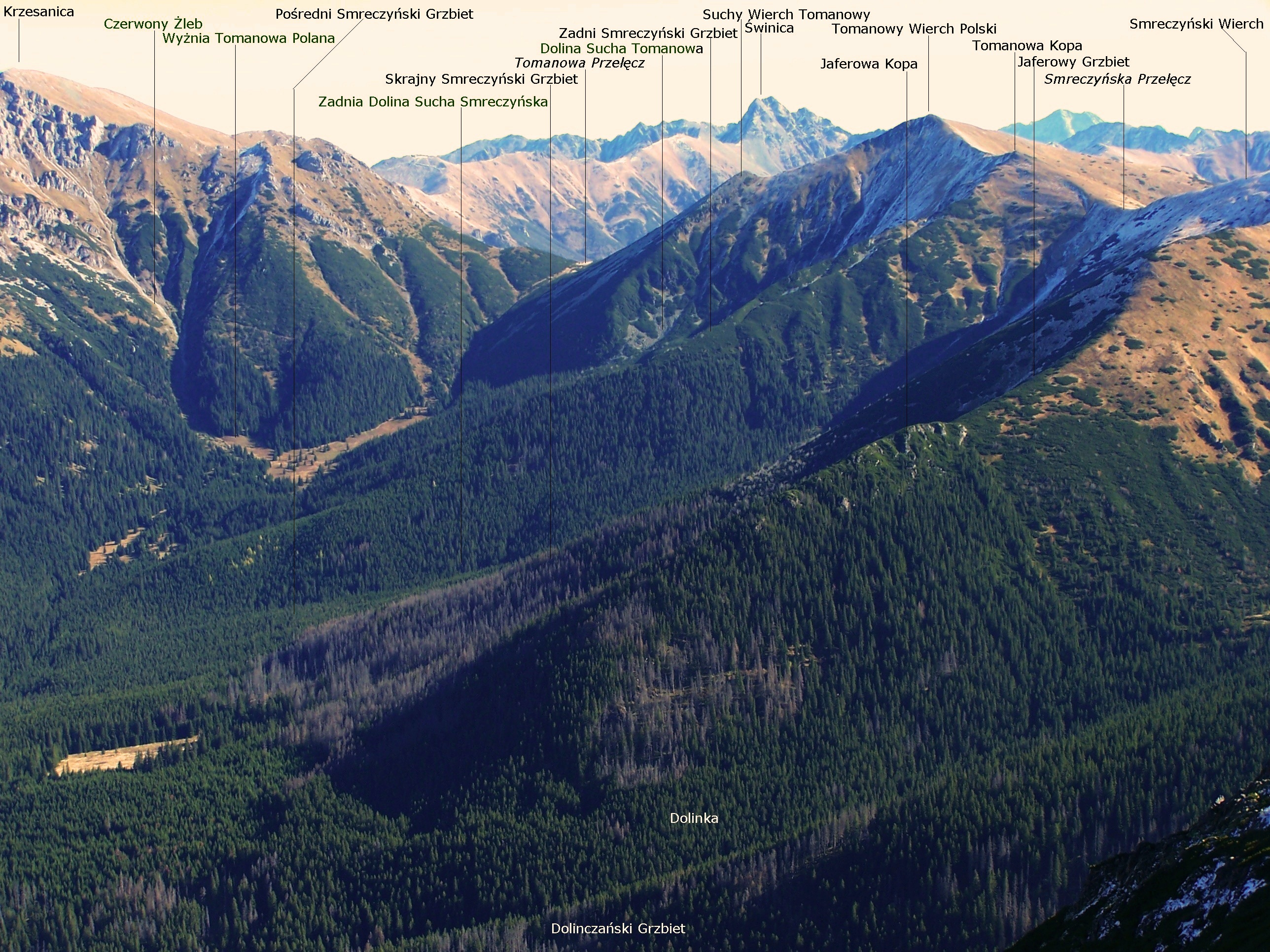
Widok z Ornaku

Jaferowy Żleb – żleb stanowiący boczne odgałęzienie Doliny Tomanowej w polskich Tatrach Zachodnich. Ma długość ok. 780 m i opada w północnym kierunku spod rozwidlenia dwóch grzbietów: Skrajnego Smreczyńskiego Grzbietu i Jaferowego Grzbietu; ten ostatni oddziela dolną część Doliny Pyszniańskiej od Doliny Tomanowej. Wylot żlebu znajduje się na południowym końcu Wyżniej Smreczyńskiej Polany, na wysokości ok. 1200 m. Żlebem schodzą duże lawiny. W 2005 r. lawina wyrwała w Jaferowym Żlebie kilkaset świerków wraz z korzeniami. Dnem żlebu spływa potok, który w górnej części żlebu okresowo zanika, zaś na Wyżniej Smreczyńskiej Polanie całkowicie gubi wodę.
Dawniej obszar żlebu był wypasany, należał do Hali Smreczyny, obecnie jest to znajdujący się poza szlakami turystycznymi obszar ochrony ścisłej „Pyszna, Tomanowa, Pisana”. Z rzadkich roślin występuje w Jaferowym Żlebie mietlica alpejska, w Polsce występująca tylko w Tatrach i to na nielicznych stanowiskach.